# Ебељах
Ебељах (рус. Эбелях; јакутски: Эбэлээх) село је у Анабарском рејону, на северозападу Републике Јакутије у Русији. Ебељах се налази на десној обали Анабара, који се улива у Лаптевско море.

## Становништво
| 1989. | 2002. | 2010. |
| ----- | ----- | ----- |
| 1.000 | 914   | 772   |